# Victorino Bárcenas
Victorino Bárcenas (Tlapala, Mpio. De Huitzuco de los Figueroa, Guerrero; 31 de octubre de 1889 - Coatlán del Río, Morelos; 27 de enero de 1928) fue un militar mexicano que participó en la Revolución mexicana y en la Guerra Cristera.

## Revolución Mexicana
Nació en Tlapala, Mpio. de Huitzuco de los Figueroa, Guerrero, el 31 de octubre de 1889. Al inicio de la Revolución Mexicana se afilió al movimiento maderista. A partir de 1913 centró su movimiento al agrarismo del movimiento zapatista. Ingresó desde muy joven a las filas del Ejército Libertador del Sur, alcanzando pronto el grado de general. Con la tropa zapatista participó en numerosos conflictos, en el norte del estado de Estado de Guerrero y en el Estado de Morelos. El 2 de abril de 1914 derrotó al general huertista Antonio Olea en El Tomatal. El 22 de abril de 1916 tomó la plaza de Chilapa de Álvarez junto con Victoriano Bérmejo. En el mismo año, se le encomendó ejecutar al general Encarnación Díaz, debido a su mala fama que volvía impopular al movimiento. En 1918, ayudó al pueblo de Buenavista de Cuéllar a rechazar una agresión de asaltantes zapatistas, distanciándose del Ejército Libertador del Sur.
En diciembre de 1918 aceptó la amnistía carrancista en Puente de Ixtla. Se le apodó como "El Judas de la Revolución" por su colaboración en la ejecución de Zapata. Tras esto, permaneció en el estado de Guerrero. En 1922 se levantó en armas contra el general Álvaro Obregón debido al Plan de Agua Prieta.

## Guerra Cristera
En 1927, se unió al movimiento cristero, debido a su experiencia como ex Zapatista el gobierno mandó al P. David Uribe Velasco para disuadirlo en dejar las armas. Junto a 300 hombres reclutados de Huitzuco, Tlaxcala y Chiautzingo, controló su estado natal y el sur de Morelos. En Santa Fé, Quechultenango atacó el tren, tras esto tomó Juliantla, San Juan,Taxco y durante algunas horas Chilpancingo. Fue gravemente herido en un combate en El Tomatal, cerca de Iguala; por lo que fue trasladado a Michapa, alrededores de Coatlán del Río Morelos, donde murió el 27 de enero de 1928.
En 1927 se unió al movimiento cristero. Debido a su experiencia como ex zapatista, el gobierno envió al padre David Uribe Velasco para disuadirlo de dejar las armas. Junto a 300 hombres reclutados de Huitzuco, Tlaxcala y Chiautzingo, controló su estado natal y el sur de Morelos. En Santa Fe, Quechultenango, atacó el tren. Tras esto, tomó Juliantla, San Juan,Taxco y durante algunas horas Chilpancingo.  Fue gravemente herido en un combate en El Tomatal, cerca de Iguala. Por lo que fue trasladado a Michapa, en los alrededores de Coatlán del Río donde murió el 27 de enero de 1928.